# Мирзаев, Тургун
Тургун Мирзаев — советский хозяйственный, государственный и политический деятель, Герой Социалистического Труда.

## Биография
Родился в 1906 году в селе Магал-Дархан. Член КПСС с 1940 года.
С 1927 года — на хозяйственной, общественной и политической работе. В 1927—1980 гг. — колхозник, бригадир, председатель колхоза «Кизил дехкан», участник Великой Отечественной войны, председатель колхоза «40 лет Узбекистана» Калининского района Ташкентской области
Указом Президиума Верховного Совета СССР от 8 апреля 1971 года присвоено звание Героя Социалистического Труда с вручением ордена Ленина и золотой медали «Серп и Молот».
Умер в 1987 году.